# Axonotmésis
 Mise en garde médicale
L’axonotmésis ou axonotmèse est une blessure du nerf, provoquée par la compression ou le cisaillement, sans que l’ensemble des structures qui engainent la fibre nerveuse soit endommagé.
Il n’existe aucun système individuel de classification d’un axonotmesis (ou blessure des nerfs). La plupart des systèmes tentent de juger le degré d’une blessure par ces symptômes, son pronostic et sa pathologie. En 1941, Seddon intronise une classification des axonotmèses basée sur trois principaux types de blessure des fibres nerveuses et s’il y a continuité des nerfs.
Il survient notamment en cas de compression sous plâtre : c’est une dégénérescence distale du nerf après la compression et qui, après levée de la compression, récupère très lentement avec une poussée axonale d’un millimètre par jour, parfois incomplète.